# Cerulleda
Cerulleda es un pueblo del municipio de Valdelugueros, en la provincia de León, España.
Está situado en el norte de la provincia, en la cordillera Cantábrica, a orillas del río Curueño, a 1280 m de altitud.
Se encuentra a 4 km por carretera de Lugueros (donde se encuentra el ayuntamiento), en la ruta que recorre el Curueño para dirigirse al Puerto de la Vegarada.

## Toponimia
El topónimo es de origen desconocido. En el siglo XIII aparece citado como Ceroleda.

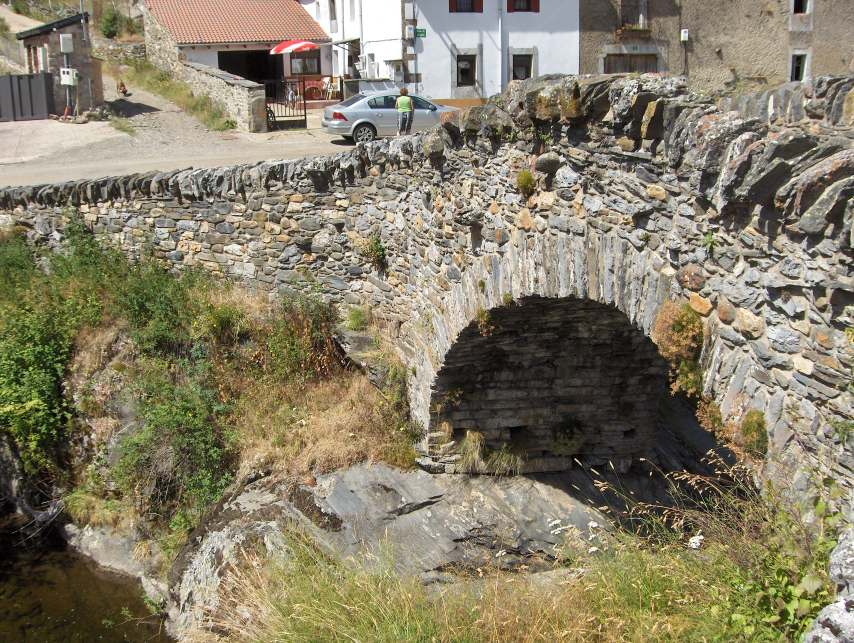
La Puente de Abajo, puente medieval en Cerulleda.

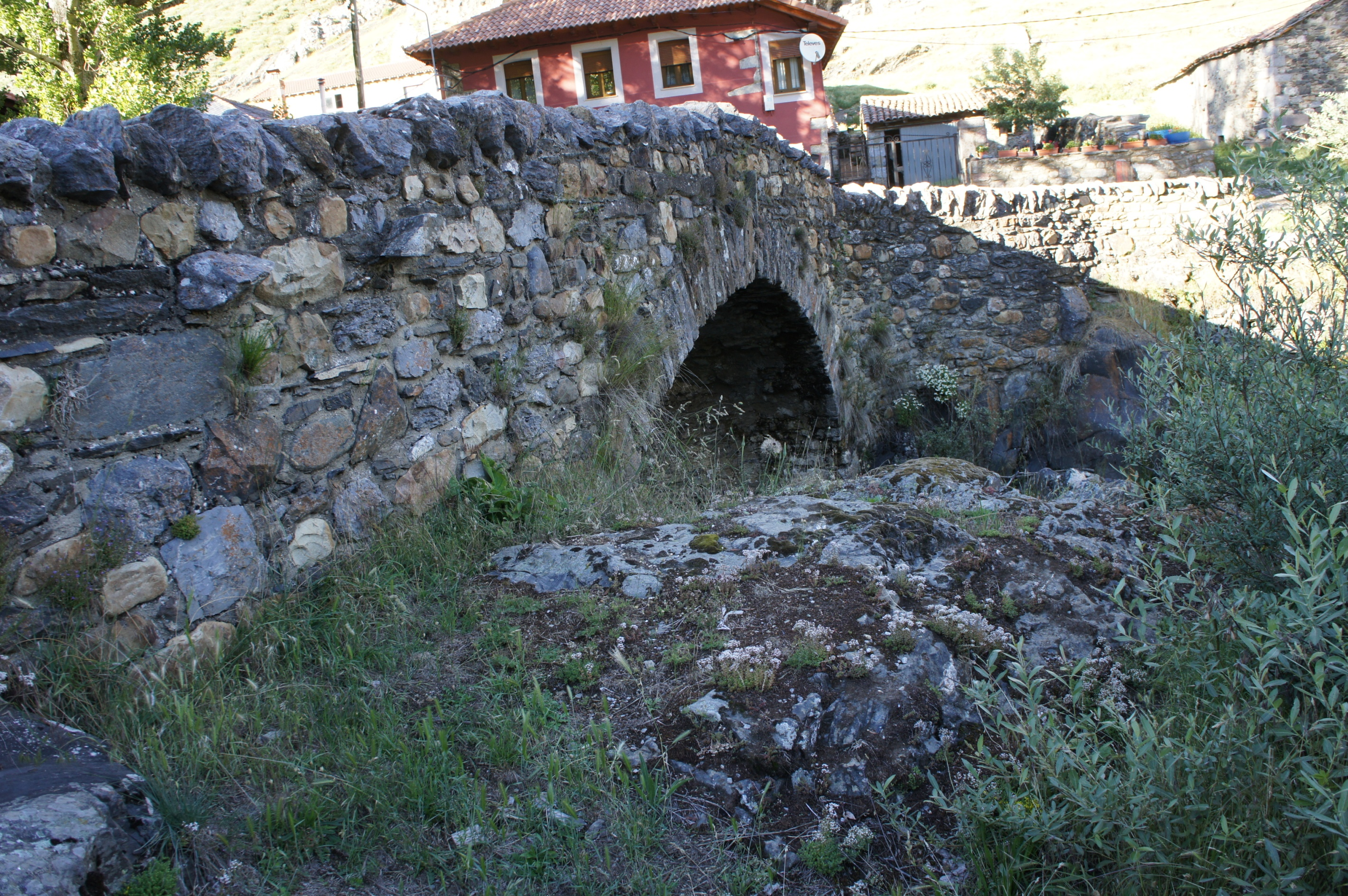
Puente Cimero sobre el río Curueño

## Monumentos
En la iglesia parroquial se conserva una antigua imagen policromada del Niño Jesús de Praga. En el lado norte del altar mayor, se encuentra la Capilla de San Pedro, fundada por el arcipreste Gregorio Rodríguez de La Vecilla y Canseco en 1667. Sobre el arco de entrada a dicha capilla está el escudo de armas esculpido en piedra de dicho arcipreste, siendo la única labra heráldica del entorno que ha conservado su policromía original. El mismo escudo, de la misma época y de mayores dimensiones, puede contemplarse en la fachada de una de las casas del pueblo. 
Se conservan dos puentes sobre el Curueño, de traza romana con posteriores modificaciones medievales (de los siglos XII-XIII). Han sido restaurados recientemente. Por ellos transitaba una calzada de origen romano, conocida hoy como calzada de la Vegarada (nombre del puerto por el que pasaba a Asturias).
Guarda también un molino harinero, restaurado. En él vivió y murió el escritor Jesús Fernández Santos.